# نادي يوبين
نادي أويبن لكرة القدم (بالفرنسية: K.A.S. Eupen)‏ نادي كرة قدم بلجيكي يلعب في الدوري البلجيكي الممتاز، تم تأسيس النادي في سنة 1945 مملوك لأكاديمية أسباير القطرية.